# Lupo-Klasse
Die Lupo-Klasse ist eine Klasse von Fregatten, die in den 1970er Jahren für die italienische Marina Militare, die peruanische Marine und die Marine Venezuelas gebaut wurden. Italien stellte neben vier Schiffen der Lupo-Klasse weitere vier baugleiche Schiffe in Dienst, die nicht für die U-Boot-Jagd ausgerüstet waren und deswegen in der italienischen Marine als Patrouillenfregatten der Artigliere-Klasse bezeichnet wurden. Fregatten der Lupo-Klasse sind heute nur noch in Peru und Venezuela in Dienst. Insgesamt entstanden 18 Schiffe dieses Typs.

## Italien
Anfang der 1970er Jahre begann die Marina Militare auf der Grundlage der Erfahrungen mit der Alpino-Klasse mit Planungen für neue Mehrzweckfregatten. Zunächst wurden in Riva Trigoso bei Genua vier Einheiten der Lupo-Klasse gebaut und von September 1977 bis März 1980 in Dienst gestellt. Eine Weiterentwicklung bildeten die acht vergrößerten Fregatten der Maestrale-Klasse, die vorwiegend zur U-Jagd dienten, während die vier Schiffe der Lupo-Klasse eher zur Überwasserkriegführung vorgesehen waren. Um das Jahr 2003 wurden die vier Fregatten der Lupo-Klasse außer Dienst gestellt, umfassenden Modernisierungsarbeiten unterzogen und dann an die peruanische Marine abgegeben, die bereits über vier dieser Schiffe verfügte. 
| Kennung | Name       | Kiellegung       | Stapellauf    | In Dienst          | Status                          |
| ------- | ---------- | ---------------- | ------------- | ------------------ | ------------------------------- |
| F564    | Lupo       | 8. Oktober 1974  | 29. Juli 1976 | 28. September 1977 | als BAP Palacios in Peru aktiv  |
| F565    | Sagittario | 4. Februar 1976  | 22. Juni 1977 | 18. November 1978  | als BAP Quiñones in Peru aktiv  |
| F566    | Perseo     | 28. Februar 1977 | 8. Juli 1978  | 1. März 1980       | als BAP Bolgonesi in Peru aktiv |
| F567    | Orsa       | 1. August 1978   | 1. Mai 1979   | 1. März 1980       | als BAP Aguirre in Peru aktiv   |

Der Irak bestellte im Jahr 1981 in Italien vier Fregatten der Lupo-Klasse in einer Exportversion sowie sechs Korvetten und einen Versorger. Nach der Fertigstellung unterlagen die Fregatten jedoch einem internationalen Waffenembargo und blieben bis 1994 im Hafen von La Spezia. Nach Umbauarbeiten wurden sie bis 1996 unter den Bezeichnungen Artigliere-Klasse oder Soldati-Klasse von der italienischen Marine übernommen. Sie ergänzten dort die ursprünglichen vier Einheiten der Lupo-Klasse, zunächst jedoch nur in den Bereichen Migrationskontrolle, Embargodurchsetzung usw. Nachdem die ersten vier Einheiten 2003 außer Dienst gestellt wurden, verblieben neben den acht Fregatten der Maestrale-Klasse nur mehr die vier Fregatten der Artigliere-Klasse. Sie wurden bis 2018 ebenfalls außer Dienst gestellt.
| Kennung | Name        | Ursprünglich       | Kiellegung        | Stapellauf        | In Dienst         | Außer Dienst       |
| ------- | ----------- | ------------------ | ----------------- | ----------------- | ----------------- | ------------------ |
| F582    | Artigliere  | Hittin (F14)       | 31. März 1982     | 27. Juli 1983     | 29. Oktober 1994  | 29. September 2013 |
| F583    | Aviere      | Thi Qar (F15)      | 3. September 1982 | 18. Dezember 1984 | 4. Januar 1995    | 2. Oktober 2019    |
| F584    | Bersagliere | Al-Yarmuk (F17)    | 7. April 1982     | 20. Juni 1985     | 28. November 1995 | 17. April 2018     |
| F585    | Granatiere  | Al-Qadissiah (F16) | 1. Dezember 1983  | 14. November 1985 | 20. März 1996     | 30. September 2015 |

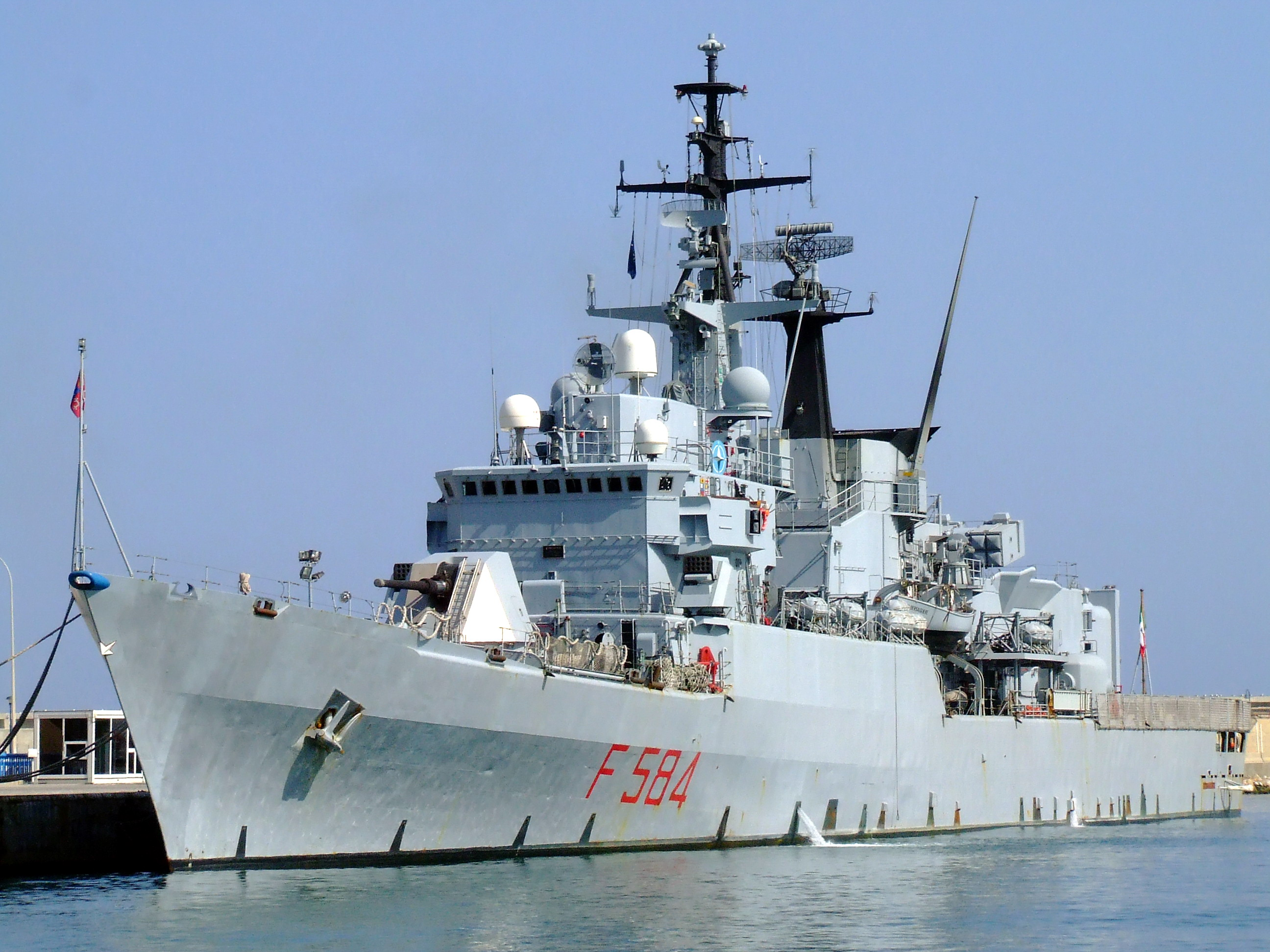
Bersagliere (F 584) mit neuem 127/64LW-Geschütz

Die ersten vier Fregatten wurden nach italienischen Torpedobooten benannt, die sich im Zweiten Weltkrieg besonders ausgezeichnet hatten. Die letzten vier Einheiten wurden nach untersten Dienstgraden der Teilstreitkräfte oder Truppengattungen benannt. Artigliere bedeutet Artillerist, Aviere steht für Flieger, Bersagliere für einen Schützen der Bersaglieri und Granatiere für einen Grenadier der Granatieri di Sardegna. Diese Schiffsnamen wurden in der Vergangenheit auch an andere Schiffe vergeben. Auf der Fregatte Bersagliere, die von 1996 bis 1997 mit dem Zerstörer Luigi Durand de la Penne den Globus umfuhr, wurde zu Erprobungszwecken ein neu entwickeltes Bordgeschütz vom Typ 127/64 Lightweight eingerüstet.

## Peru
Peru war von Anfang an in das Lupo-Projekt eingebunden und bestellte bereits 1973 vier Einheiten, die dort als Carvajal-Klasse bezeichnet werden. Die ersten beiden Fregatten wurden in Italien gebaut und Ende 1978, Anfang 1979 an die peruanische Marine übergeben. Die letzten zwei Einheiten wurden Anfang der 1980er Jahre unter Fincantieri-Lizenz vom Servicio Industrial de la Marina (SIMA) in Callao gebaut. Im Rahmen von Modernisierungsarbeiten erhielten die Fregatten vergrößerte Flugdecks, die auch von größeren Hubschraubern vom Typ Sea King genutzt werden können.
| Kennung | Name              | Kiellegung      | Stapellauf        | In Dienst         | Status                   |
| ------- | ----------------- | --------------- | ----------------- | ----------------- | ------------------------ |
| FM-51   | BAP Carvajal      | 8. Oktober 1974 | 13. November 1976 | 23. Dezember 1978 | aktiv                    |
| FM-52   | BAP Villavicencio | 21. April 1976  | 7. Februar 1978   | 25. Juni 1979     | aktiv                    |
| FM-53   | BAP Montero       | 16. Juni 1976   | 8. Oktober 1982   | 29. Juni 1984     | aktiv als Almirante Grau |
| FM-54   | BAP Mariategui    | 13. August 1976 | 8. Oktober 1984   | 28. Dezember 1987 | aktiv                    |

Die zwischen 2004 und 2006 von der italienischen Marine übernommenen vier Einheiten der Lupo-Klasse bilden in Peru die Aguirre-Klasse, eine Unterklasse der Carvajal-Klasse. Alle acht peruanischen Schiffe sind nach Helden des Salpeterkrieges benannt. Die Kennung FM steht für Fragata Misilera oder „Lenkwaffenfregatte“, das Schiffsnamenspräfix BAP für Buque de la Armada Peruana oder „Schiff der Peruanischen Marine“.

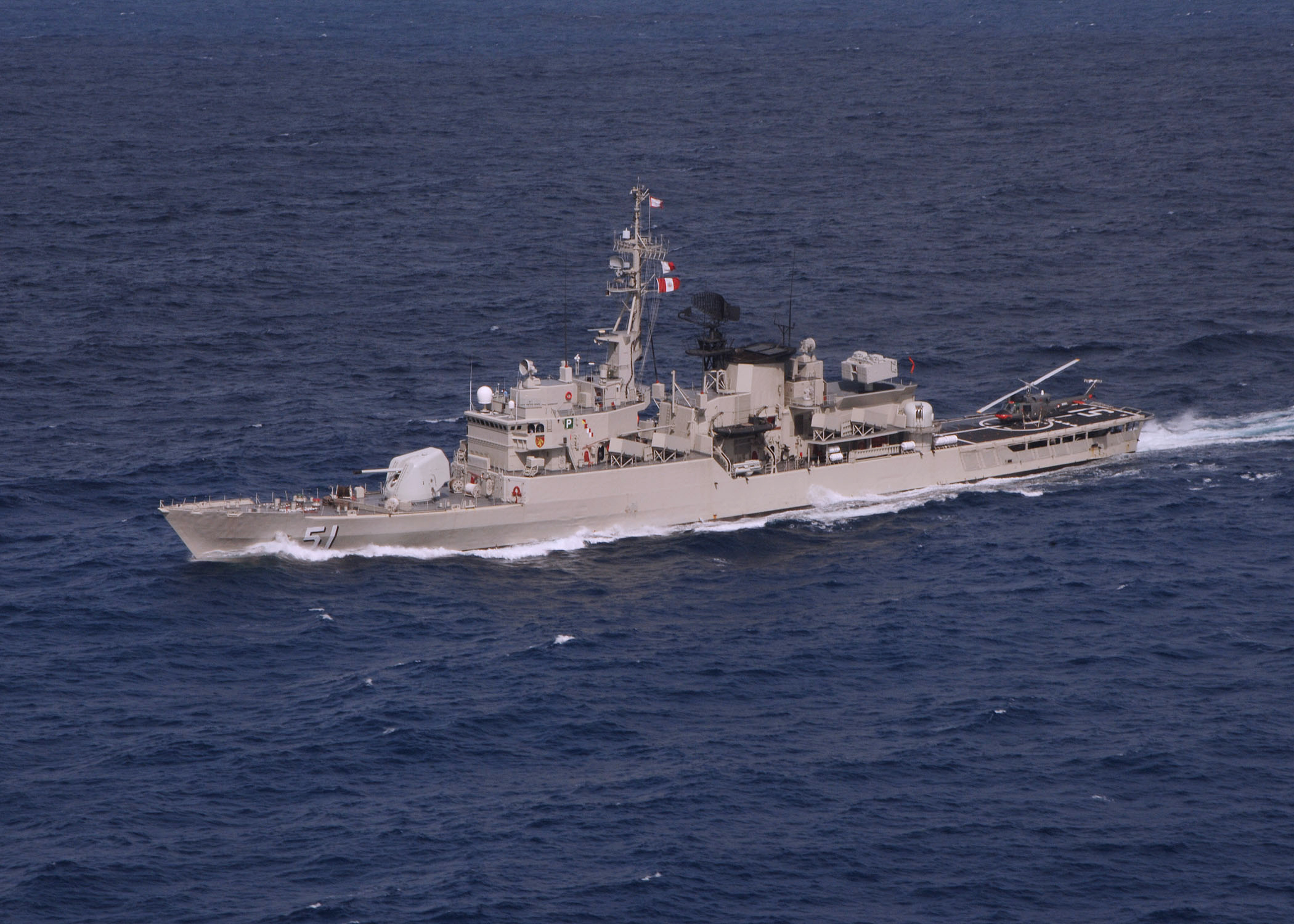
Die peruanische Fregatte BAP Carvajal, 2005

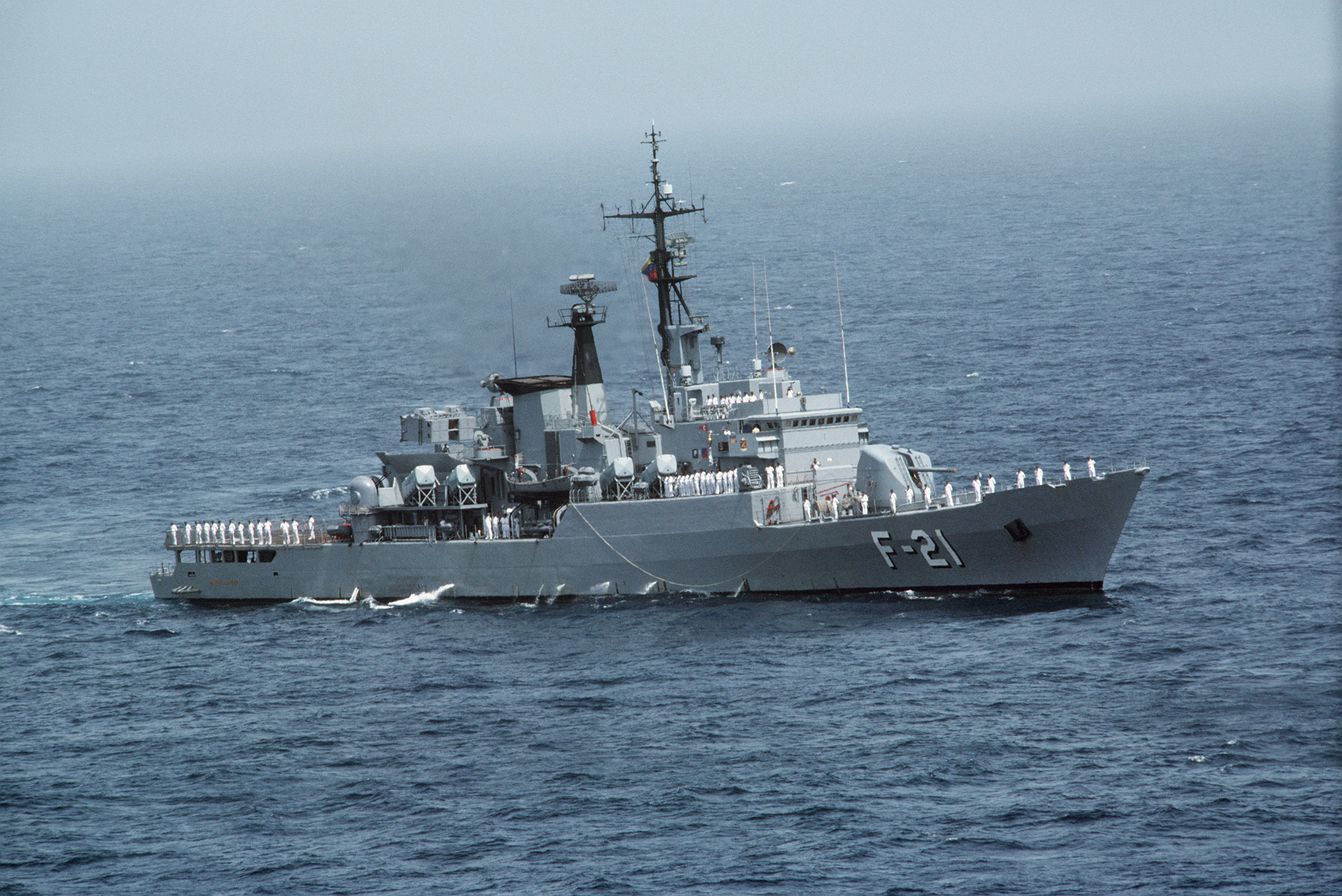
Die venezolanische Fregatte ARV Mariscal Sucre, 1987

| Kennung | Name          | Ursprünglich      | Kiellegung       | Stapellauf    | In Dienst (Italien) | In Dienst (Peru) | Status |
| ------- | ------------- | ----------------- | ---------------- | ------------- | ------------------- | ---------------- | ------ |
| FM-55   | BAP Aguirre   | Orsa (F567)       | 1. August 1978   | 1. Mai 1979   | 1. März 1980        | 3. November 2004 | aktiv  |
| FM-56   | BAP Palacios  | Lupo (F564)       | 8. Oktober 1974  | 29. Juli 1976 | 28. September 1977  | 3. November 2004 | aktiv  |
| FM-57   | BAP Bolognesi | Perseo (F566)     | 28. Februar 1977 | 8. Juli 1978  | 1. März 1980        | 23. Januar 2006  | aktiv  |
| FM-58   | BAP Quiñones  | Sagittario (F565) | 4. Februar 1976  | 22. Juni 1977 | 18. November 1978   | 23. Januar 2006  | aktiv  |

## Venezuela
Venezuela bestellte im Oktober 1975 sechs Fregatten der Lupo-Klasse, die zwischen 1976 und 1981 gebaut wurden, davon zwei (ARV General Urdaneta und ARV General Salóm) in Riva Trigoso bei Genua, die übrigen vier Einheiten in Ancona. In Venezuela bilden die sechs Schiffe die Mariscal-Sucre-Klasse, benannt nach Antonio José de Sucre. Die ersten beiden Einheiten der Klasse wurden von zwischen 1998 und 2002 von Ingalls Shipbuilding in den USA modernisiert. Die restlichen Schiffe wurden wegen der politischen Spannungen zwischen Venezuela und den USA in Puerto Cabello modernisiert, jedoch nur zum Teil. Die Arbeiten betrafen den Antrieb und die Sensoren.
| Kennung | Name                  | Kiellegung        | Stapellauf         | In Dienst        | Status |
| ------- | --------------------- | ----------------- | ------------------ | ---------------- | ------ |
| F-21    | ARV Mariscal Sucre    | 19. November 1976 | 28. September 1978 | 14. Juli 1980    | aktiv  |
| F-22    | ARV Almirante Brión   | Juni 1977         | 22. Februar 1979   | 7. März 1981     | aktiv  |
| F-23    | ARV General Urdaneta  | 23. Januar 1978   | 23. März 1979      | 8. August 1981   | aktiv  |
| F-24    | ARV General Soublette | 26. August 1978   | 4. Januar 1980     | 4. Dezember 1981 | aktiv  |
| F-25    | ARV General Salóm     | 7. November 1978  | 13. Januar 1980    | 3. April 1982    | aktiv  |
| F-26    | ARV General García    | 21. August 1979   | 4. Oktober 1980    | 30. Juli 1982    | aktiv  |